# Ursula Pia Jauch
Ursula Pia Jauch (* 16. März 1959 in Zürich) ist eine Schweizer Philosophin und Publizistin.

## Leben
Jauch studierte Philosophie, Linguistik und Ältere Deutsche Literatur an der Universität Zürich, promovierte dort 1989 bei Helmut Holzhey über Immanuel Kant und habilitierte sich 1996 mit einer Arbeit über Julien Offray de La Mettrie. Seit 1987 war sie, mit Unterbrechung durch einen Forschungsaufenthalt in den USA 1992, Lehrbeauftragte für Philosophie an der Universität Zürich, ab 2003 Titularprofessorin daselbst. Ihr Hauptinteresse gilt der Philosophie des 18. Jahrhunderts – insbesondere der Damenphilosophie oder der Frühaufklärung – und der Frage der Geschlechterdifferenz. Neben ihrer wissenschaftlichen Arbeit war Jauch von 1989 bis 2010 als Feuilleton-Mitarbeiterin bei der Neuen Zürcher Zeitung (NZZ) tätig. Seit 2011 schreibt sie in ein- bis zweimonatlichen Abständen einen «Philosophischen Gastkommentar» in der Aargauer Zeitung. Ausserdem arbeitete sie gelegentlich als Moderatorin beim Schweizer Radio DRS und von 2006 bis 2008 als Gesprächsleiterin bei der Fernsehsendung Sternstunde Philosophie.
Ursula Pia Jauch war bis 2010 mit Martin Meyer, dem damaligen Feuilleton-Chef der NZZ, verheiratet.

## Schriften
- Immanuel Kant zur Geschlechterdifferenz. Aufklärerische Vorurteilskritik und bürgerliche Geschlechtsvormundschaft. Passagen, Wien 1988, ISBN 3-900767-09-2 (zugleich Dissertation Zürich 1987).
- Damenphilosophie & Männermoral. Von Abbé de Gérard bis Marquis de Sade. Ein Versuch über die lächelnde Vernunft. Passagen, Wien 1990, ISBN 3-900767-48-3.
- Jenseits der Maschine. Philosophie, Ironie und Ästhetik bei Julien Offray de La Mettrie (1709–1751). Hanser, München 1998, ISBN 3-446-19485-1 (zugleich Habilitationsschrift Zürich 1995).
- Beat Fidel Zurlauben, 1720–1799. Söldnergeneral & Büchernarr. NZZ, Zürich 1999, ISBN 3-85823-758-2.
- Homo ludens. Der Mensch, ein Spieler. Vontobel-Stiftung, Zürich 2001.
- als Hrsg.: Bernard Mandeville. Eine Streitschrift für Öffentliche Freudenhäuser. Oder, ein Essay über die Hurerei (London 1724). Übersetzt und kommentiert von Ursula Pia Jauch. Hanser, München 2001, ISBN 3-446-19989-6.
- als Hrsg.: Franz Blei. Erzählung eines Lebens. Mit einem Nachwort von Ursula Pia Jauch. Zsolnay, Wien 2004, ISBN 3-552-05310-7.
- Friedrichs Tafelrunde und Kants Tischgesellschaft. Ein Versuch über Preußen zwischen Eros, Philosophie und Propaganda. Matthes & Seitz, Berlin 2014, ISBN 978-3-88221-589-2.